# ヴンストルフ航空基地
ヴンストルフ航空基地（ドイツ語: Fliegerhorst Wunstorf）は、ドイツ連邦共和国ニーダーザクセン州ヴンストルフに所在する軍用飛行場。

## 歴史
1934年に飛行場は開設される。第二次世界大戦中の1945年4月にイギリス空軍は飛行場を占領し、特に戦闘爆撃機部隊を配置した。大戦後は、1948年6月から1949年5月にかけてのベルリン大空輸では、アブロ ヨーク輸送機が出動した。
1958年3月にドイツ連邦空軍が飛行場を引き継ぎ、「S」パイロット学校が置かれた。ここでは主にノール ノラトラ輸送機とトランスポルト・アリアンツ C-160輸送機の教育が行われた。「S」パイロット学校が改編され、1978年10月以来、第62空輸航空団としてヴンスドルフを本拠とした。
飛行場西側の非軍事地域にはJu 52博物館（de:Ju-52-Museum）があり、ユンカース Ju 52輸送機が展示されている。
また、ユンカース Ju 52輸送機の導入に備えて滑走路は東側08/26方向に延伸する。

## モータースポーツ
ドイツツーリングカー選手権（DTM）では、本飛行場を1984年から1993年までヴンスドルフ会場として合計9回開催された。全長5,050メートルのコースはDTMの歴史でも最長の距離であった。アルファロメオ・155 V6 TIを運転したニコラ・ラリーニが一周1分44秒45のラップレコードをだした。この予選最速タイムは1993年に飛行場コースが終了するまで保持された。

## 配置部隊
- 第62空輸航空団（空軍）
- 第23空軍整備群（空軍）
- 第4空軍検査技術学校（空軍）
- 航空兵器システム・センター（空軍）
- ヴンストルフ衛生センター（救業軍）
- ヴンストルフ連邦軍業務センター（国防施設管理・環境保護部）